# Wapen van Acre
Het wapen van Acre werd op 15 juli 1899 door de Republiek Acre ingesteld (Portugees: República do Acre en  Estado Independente do Acre), deze republiek werd meermaals opgericht en door zowel Bolivia als door Brazilië bezet. Dit wapen is in licht gewijzigde vorm nog in gebruik door de Braziliaanse staat Acre.

## Beschrijving
Het wapen van Acre ziet er als volgt uit:
Een palmboom op een basis waarop een poema staande op een rivieroever lopende naar links, in de linker schildvoet een vijfpuntige ster van keel; om het geheel heen een schildzoom van azuur met een smalle rand van zilver, beladen met de woorden NEC LUCEO PLURIBUS IMPAR (Nederlands: Verlicht zoals velen) in sabel. Als helmteken een Frygische muts van keel. Het schild wordt gehouden door een aureool van goud bestaande uit zestien punten, beladen door een krans van twee takken en vier geel-groene vlaggen, met in het kanton een rode vijfpuntige ster. Aan de basis van de krans twee gekruiste zwaarden. Onder het geheel een lint met daarop drie data: 6-8-1902, 15-6-1962 en 24-1-1903.

## Geschiedenis
Het eerste wapen van Acre werd ontworpen ten tijde van onafhankelijkheid van Brazilië en Bolivia. In 1899 werd het afgebeeld op een postzegel. Het toont een boom met een huis en in het schildhoofd een vijfpuntige ster. In de schildzoom staat ESTADO INDEPENDENTE DO ACRE met daarachter PATRIAE LIBERDADE. Tussen de twee zinnen staan vijfpuntige sterren. Dit wapen toonde een schild met daarop een palmboom met ernaast een op de achterpoten staande poema kijkend naar de toeschouwer, in officiële termen een poema guardant. De poema staat op een rivieroever, in de schildvoet een vijfpuntige zilveren ster. Om de voorstelling een schildzoom van zilver met daarin de tekst: ESTADO INDEPENDENTE DO ACRE, met daarachter de datum 7 DE AGOSTO DI 1902 (7 augustus 1902). Tekst en datum worden ook in dit wapen van elkaar gescheiden door twee vijfpuntige sterren. Op het wapen, in plaats van een kroon of helmteken, staat een Frygische muts. Als schildhouders een krans bestaande uit twee vlaggen en takken. De vlaggen hebben in de top een rode vijfpuntige ster. Onderaan onder het schild een deel van een anker en twee zwaarden. Op een lint het motto: LIBERTAS QUAE SERATAMENT, wat zoveel betekent als Vrijheid zij het laat.
Ten tijden dat het Keizerrijk Brazilië over het gebied heerste gebruikte de provincie Acre het wapen van het keizerrijk. Nadat Brazilië een republiek werd mocht de staat Acre een eigen wapen aannemen.
Vanaf 17 november 1903 hoort Acre definitief bij de republiek Brazilië. Door het Verdrag van Petrópolis annexeerde Brazilië Acre. Op 7 augustus 1904 kreeg Acre een eigen wapen, met de volgende beschrijving: Een vijfpuntige ster gedeeld sinopel en goud, waarop een schijf van azuur beladen met een zilveren vijfpuntige in rechts in het schilhoofd, omgeven door een schildzoom van sabel gerand van zilver en beladen van 20 vijfpuntige zilveren sterren. Als schildhouder een gouden aureool bestaande uit 24 punten met een krans van een koffietak en een tabakstak, onderaan in het midden een staand zwaard. Op een blauw lint in zwarte letters:  5 DE AGOSTO DE 1902 / 17 DE NOVEMBRO DE 1903 24 DE JANEIRO DE 1913 (5 augustus 1902 / 17 november 1903 / 24 januari 1913)